# Südostasienspiele 2011/Badminton
Badminton wurde bei den Südostasienspielen 2011 in Istora Senayan in Jakarta in Indonesien im November 2011 gespielt. Es wurden sieben Disziplinen im Senayan Sport Complex ausgetragen.

## Medaillengewinner
| Disziplin    | Gold | Silber | Bronze |
| ------------ | --- | --- | --- |
| Herreneinzel | Simon Santoso | Tanongsak Saensomboonsuk | Taufik Hidayat |
| Herreneinzel | Simon Santoso | Tanongsak Saensomboonsuk | Derek Wong Zi Liang |
| Dameneinzel  | Fu Mingtian | Adriyanti Firdasari | Porntip Buranaprasertsuk |
| Dameneinzel  | Fu Mingtian | Adriyanti Firdasari | Ratchanok Intanon |
| Herrendoppel | Bona Septano Mohammad Ahsan | Markis Kido Hendra Setiawan | Goh V Shem Lim Khim Wah |
| Herrendoppel | Bona Septano Mohammad Ahsan | Markis Kido Hendra Setiawan | Patipat Chalardchaleam Nipitphon Puangpuapech |
| Damendoppel  | Anneke Feinya Agustin Nitya Krishinda Maheswari | Nadya Melati Vita Marissa | Duanganong Aroonkesorn Kunchala Voravichitchaikul |
| Damendoppel  | Anneke Feinya Agustin Nitya Krishinda Maheswari | Nadya Melati Vita Marissa | Yao Lei Shinta Mulia Sari |
| Mixed        | Tontowi Ahmad Liliyana Natsir | Sudket Prapakamol Saralee Thungthongkam | Songphon Anugritayawon Kunchala Voravichitchaikul |
| Mixed        | Tontowi Ahmad Liliyana Natsir | Sudket Prapakamol Saralee Thungthongkam | Muhammad Rizal Debby Susanto |
| Herrenteam   | Indonesien Simon Santoso Bona Septano Mohammad Ahsan Tommy Sugiarto Hendra Setiawan Markis Kido Dionysius Hayom Rumbaka Taufik Hidayat Muhammad Rizal Tontowi Ahmad                                                      | Malaysia Daren Liew Lim Khim Wah Goh V Shem Arif Abdul Latif Mak Hee Chun Ong Soon Hock Chong Wei Feng Mohd Lutfi Zaim Abdul Khalid Ong Jian Guo Goh Soon Huat                                       | Thailand Tanongsak Saensomboonsuk Sudket Prapakamol Songphon Anugritayawon Suppanyu Avihingsanon Maneepong Jongjit Bodin Isara Pakkawat Vilailak Pisit Poodchalat Patipat Chalardchaleam Nipitphon Puangpuapech |
| Herrenteam   | Indonesien Simon Santoso Bona Septano Mohammad Ahsan Tommy Sugiarto Hendra Setiawan Markis Kido Dionysius Hayom Rumbaka Taufik Hidayat Muhammad Rizal Tontowi Ahmad                                                      | Malaysia Daren Liew Lim Khim Wah Goh V Shem Arif Abdul Latif Mak Hee Chun Ong Soon Hock Chong Wei Feng Mohd Lutfi Zaim Abdul Khalid Ong Jian Guo Goh Soon Huat                                       | Singapur Derek Wong Zi Liang Liu Yi Terry Yeo Zhao Jiang Ashton Chen Yong Zhao Chayut Triyachart Huang Chao Ngo Yi Chye Johnathan Tang Gerald Ong Jeffrey Wong                                                  |
| Damenteam    | Thailand Porntip Buranaprasertsuk Duanganong Aroonkesorn Kunchala Voravichitchaikul Ratchanok Intanon Savitree Amitrapai Saralee Thungthongkam Sapsiree Taerattanachai Salakjit Ponsana Nitchaon Jindapol Nessara Somsri | Indonesien Lindaweni Fanetri Anneke Feinya Agustin Nitya Krishinda Maheswari Adriyanti Firdasari Vita Marissa Liliyana Natsir Bellaetrix Manuputty Maria Febe Kusumastuti Nadya Melati Debby Susanto | Singapur Gu Juan Yao Lei Shinta Mulia Sari Fu Mingtian Chen Jiayuan Vanessa Neo Yu Yan Xing Aiying Liang Xiaoyu Thng Ting Ting                                                                                  |
| Damenteam    | Thailand Porntip Buranaprasertsuk Duanganong Aroonkesorn Kunchala Voravichitchaikul Ratchanok Intanon Savitree Amitrapai Saralee Thungthongkam Sapsiree Taerattanachai Salakjit Ponsana Nitchaon Jindapol Nessara Somsri | Indonesien Lindaweni Fanetri Anneke Feinya Agustin Nitya Krishinda Maheswari Adriyanti Firdasari Vita Marissa Liliyana Natsir Bellaetrix Manuputty Maria Febe Kusumastuti Nadya Melati Debby Susanto | Malaysia Tee Jing Yi Vivian Hoo Kah Mun Woon Khe Wei Lydia Cheah Li Ya Marylen Ng Lim Yin Loo Sonia Cheah Su Ya Lai Pei Jing Chong Sook Chin Yang Li Lian                                                       |

## Medaillenspiegel
| Platz  | Land       | Gold | Silber | Bronze | Gesamt |
| ------ | ---------- | ---- | ------ | ------ | ------ |
| 1      | Indonesien | 5    | 4      | 2      | 11     |
| 2      | Thailand   | 1    | 2      | 6      | 9      |
| 3      | Singapur   | 1    | 0      | 4      | 5      |
| 4      | Malaysia   | 0    | 1      | 2      | 3      |
| Gesamt | Gesamt     | 7    | 7      | 14     | 28     |